# Армень
Армень — упразднённая в 2007 году деревня в Верхошижемском районе Кировской области России. На год упразднения входила в состав Косинского сельского округа, с 1989 года — обезлюдевшая.

## География
Деревня находилась в центральной части региона, в подзоне южной тайги, по дороге в деревню Конопли.
Абсолютная высота — 155 метров уровнем моря.

## Климат
Климат характеризуется как умеренно континентальный, с продолжительной снежной зимой и тёплым летом. Среднегодовая температура — 1,5 °C. Средняя температура воздуха самого холодного месяца (января) составляет −14,2 °C (абсолютный минимум — −45 °С); самого тёплого месяца (июля) — 17,8 °C (абсолютный максимум — 36 °С). Безморозный период длится в течение 122 дней. Годовое количество атмосферных осадков — 713 мм, из которых 441 мм выпадает в период с мая по октябрь. Снежный покров держится в течение 165 дней.

## История
1‑я ревизия (1719‑21) зафиксировала Починок у речки Касинки (Сибирская губерния, Вятская провинция, Хлыновский дистрикт, Домовые Архиерейские вотчины, Касинская и Верхошижемская вотчины, Верхошижемская вотчина); в нём 13 мужчин (РГАДА 350-2-3816, 1719 г., лист 159 об).
В 1762 году в 2 дворах проживали: 1. Михей Федотов Решетников, 49 лет, семья 5 чел.; 2. Сава Никитин Даровских, 45 лет, семья 9 чел. (ГАКО. Ф.237. О.71. Д.431.).
В 2007 году исключена из учётных данных.

## Население
К 1950 году в 11 хозяйствах 44 человека (Список населённых пунктов Кировской области, составленные по данным похозяйственных книг на 1 января 1950 года. // ЦГАКО. Ф. 2344. Оп. 27. Ед. хр. 635, л. 132).
По данным Всесоюзной переписи населения 1989 года обезлюдевшая деревня (Итоги Всесоюзной переписи населения 1989 года по Кировской области [Текст] : сб. Т. 3. Сельские населенные пункты / Госкомстат РСФСР, Киров. обл. упр. статистики. — Киров:, 1990. — 236 с., С.49).

## Инфраструктура
Было личное подсобное хозяйство.

## Транспорт
Ещё «Список населённых мест Вятской губернии 1859—1873 гг.» описывал починок У речки Касины (Армень)  как стоящий «на проселочных дорогах между селами Истобенским, Пищальским, Талицким, Илганским и Шалеговским, лежащими влево от Истобенско-Касинской дороги».